# Peyronies sjukdom
Peyronies sjukdom resulterar i att en förhårdnad (fibröst plack) bildas i en svällkropp i penis och orsakar smärta och krökning av penis vid erektion. Tillståndet är ofta kroniskt och orsakar inte sällan såväl sexuell funktionsnedsättning som depression.
Det är inte ovanligt att en mans penis i erigerat tillstånd är något krökt åt antingen höger eller vänster. En kraftigare krökning av penis, som ger upphov till smärta eller gör det svårt att ha sex, är dock skäl att söka vård. Peyronies sjukdom är ett tillstånd då mannens penis är krökt i erigerat tillstånd. Även yngre män kan drabbas, även om tillståndet är vanligare bland män äldre än 40 år. Utöver ovan nämnda symptom kan penis även se missformad ut och likna ett timglas. Vissa män med Peyronies sjukdom upplever smärta i penis, medan andra inte gör det. Smärtan kan bli lindrigare med tiden. Tillståndet kan leda till erektil dysfunktion (impotens).
Orsakerna till Peyronies sjukdom är fortfarande inte kända. Man tror att tillståndet ibland kan uppkomma till följd av en skada på penis i erigerat tillstånd, till exempel att den kröks i samband med sexuell aktivitet. Tillståndet kan dock även utvecklas utan uppenbar orsak, och kan även vara ärftligt.